# Oxyrhopus rhombifer
Oxyrhopus rhombifer é uma espécie de serpente da família Dipsadidae.
São serpentes com padrões de anéis coloridos pelo corpo, muito semelhantes à coral verdadeira (Micrurus altirostris) devido ao mimetismo da espécie. Seu comprimento é aproximadamente um metro, sendo que fêmeas são maiores que machos. É ativa durante a noite e terrícola, sua alimentação consiste em outras roedores e pequenos lagartos.
A reprodução é sazonal, havendo registros de acasalamentos em agosto e novembro, desovas entre dezembro e janeiro e nascimentos entre fevereiro e abril (Maschio, 2003). É ovípara, tendo sido registradas desova composta por dois a 16 ovos (Maschio, 2003). A espécie é dócil, utilizando descargas cloacais como comportamento de defesa.
A espécie é considerada estadualmente ameaçada na região de Mata Atlantica do sudeste conforme relata o Plano de Ação Nacional para Conservação da Herpetofauna Ameaçada.